# Championnat du Sénégal de football 1990-1991
Navigation
Saison 1989 Saison 1991-1992
La saison 1990-1991 du Championnat du Sénégal de football est la vingt-septième édition de la première division au Sénégal. Les seize meilleures équipes du pays sont regroupées au sein d'une poule unique où elles s'affrontent deux fois, à domicile et à l'extérieur. À l'issue du championnat, le dernier du classement est relégué et remplacé par le champion de Division 2.
C'est l'ASC Port Autonome de Dakar, tenant du titre, qui remporte à nouveau le championnat cette saison après avoir terminé en tête du classement, avec deux points d'avance sur l'ASEC Ndiambour et trois sur le SIDEC Dakar. C'est le 2e titre de champion du Sénégal de l'histoire du club.
Le vainqueur du championnat se qualifie pour la Coupe des clubs champions africains tandis que le vainqueur de la Coupe du Sénégal obtient son billet pour la Coupe des Coupes. Enfin, le deuxième du championnat se qualifie pour la Coupe de la CAF et un autre club pour la prochaine édition de la Coupe de l'UFOA, une compétition régionale réservée aux clubs de l'Afrique de l'Ouest.

## Les clubs participants
| - US Gorée - SEIB Diourbel - ASC Port Autonome - Dialdiop SC - AS Douanes - ASC Jeanne d'Arc - Casa Sports - US Ouakam | - SIDEC Dakar - ASC Diaraf - Stade de Mbour - US Rail - ASC Linguère - ETICS Mboro - ASC Mbosse Kaolack - ASEC Ndiambour |

## Compétition
Le barème de points servant à établir les classements se décompose ainsi :
- Victoire : 2 points
- Match nul : 1 point
- Défaite : 0 point

### Classement
| Rang | Équipe             | Pts | J  | G  | N  | P  | Bp | Bc | Diff |
| ---- | ------------------ | --- | -- | -- | -- | -- | -- | -- | ---- |
| 1    | ASC Port AutonomeT | 40  | 30 | 15 | 10 | 5  | 38 | 17 | +21  |
| 2    | ASEC Ndiambour     | 38  | 30 | 13 | 12 | 5  | 21 | 12 | +9   |
| 3    | SIDEC Dakar        | 37  | 30 | 13 | 11 | 6  | 31 | 18 | +13  |
| 4    | ASC DiarafC        | 36  | 30 | 12 | 12 | 6  | 36 | 20 | +16  |
| 5    | US Rail            | 36  | 30 | 9  | 18 | 3  | 18 | 10 | +8   |
| 6    | Casa Sports        | 34  | 30 | 8  | 18 | 4  | 19 | 14 | +5   |
| 7    | ASC Jeanne d'Arc   | 31  | 30 | 8  | 15 | 7  | 28 | 25 | +3   |
| 8    | US Gorée           | 30  | 30 | 7  | 16 | 7  | 22 | 19 | +3   |
| 9    | ASC Linguère       | 28  | 30 | 7  | 14 | 9  | 19 | 22 | -3   |
| 10   | ETICS Mboro        | 28  | 30 | 8  | 12 | 10 | 18 | 22 | -4   |
| 11   | AS Douanes         | 26  | 30 | 6  | 14 | 10 | 26 | 29 | -3   |
| 12   | ASC Mbosse Kaolack | 25  | 30 | 5  | 15 | 10 | 18 | 26 | -8   |
| 13   | Stade de Mbour     | 25  | 30 | 8  | 9  | 13 | 18 | 30 | -12  |
| 14   | US Ouakam          | 24  | 30 | 7  | 10 | 13 | 19 | 31 | -12  |
| 15   | Dialdiop SC        | 23  | 30 | 8  | 7  | 15 | 23 | 40 | -17  |
| 16   | SEIB Diourbel      | 19  | 30 | 2  | 15 | 13 | 12 | 27 | -15  |

|  | Qualification pour la Coupe des clubs champions africains 1992                   |
|  | Qualification pour la Coupe des Coupes 1992                                      |
|  | Qualification pour la Coupe de la CAF 1992                                       |
|  | Qualification pour la Coupe de l'UFOA 1992                                       |
|  | Relégation directe en Division 2                                                 |
|  | T : Tenant du titre C : Vainqueur de la Coupe du Sénégal P : Promu de Division 2 |

## Bilan de la saison
| Championnat du Sénégal de football 1990-1991 |                              |
| Champion                                     | ASC Port Autonome (2e titre) |
| Coupes et trophées                           |                              |
| Vainqueur de la Coupe du Sénégal 1990-1991   | ASC Diaraf                   |
| Qualifications continentales                 |                              |
| Coupe des clubs champions africains 1992     | ASC Port Autonome            |
| Coupe des Coupes 1992                        | ASC Diaraf                   |
| Coupe de la CAF 1992                         | ASEC Ndiambour               |
| Coupe de l'UFOA 1992                         | ASC Jeanne d'Arc             |
| Promotions et relégations                    |                              |
| Promus en Division 1                         | Damels Tivaouane             |
| Relégués en Division 2                       | SEIB Diourbel                |